# Platanthera damingshanica
Platanthera damingshanica är en orkidéart som beskrevs av Kai Yung Lang och H.S.Guo. Platanthera damingshanica ingår i släktet nattvioler, och familjen orkidéer. Inga underarter finns listade i Catalogue of Life.